# 競輪場前站 (滋賀縣)
競輪場前站（日语：／ Keirinjōmae eki */?）是位於滋賀縣大津市二本松，江若鐵道的鐵路車站（廢站）。在車站西邊鄰接大津琵琶湖自行車場。此站只於單車比賽日營業（臨時車站）。

## 歷史
在1950年（昭和25年），當時為了配合琵琶湖自行車場啟用，為了方便乘客前往該處而新設此站。但是由於前往該處的人們都使用巴士服務。因此在江若鐵道全線許廢除前的1964年（昭和39年）率先廢除。

### 年表
- 1950年（昭和25年）4月20日：車站啟用[4]。
- 1959年（昭和34年）8月9日：當日在饗庭野舉行了第2屆日本童軍大露營（日语：日本ジャンボリー），當時的皇太子明仁親王到訪該處視察。隨後明仁親王乘坐江若鐵道前往最近住宿地點琵琶湖酒店（日语：琵琶湖ホテル）之車站（即是此站）[1][5]。當時開設特別列車行走於近江今津站與此站之間[5]。
- 1964年（昭和39年）3月20日：車站被廢除[4]。

## 車站構造
此站只有客運業務（客運車站）。同時只於琵琶湖單車比賽日才開放（臨時車站）。。月台只是使用枕木堆砌出來，結構比較簡單。月台在路軌的西邊（近江今津方向的列車會開啟左邊車門）。此站沒有站舍等其他設施。

## 車站周邊
車站位於滋賀縣道30號（神宮道）二本松路口北邊。車站附近都是廣寬田園。而大津琵琶湖自行車場是在車站東邊。自行車場在2011年（平成23年）3月後便關閉。
包含此站在內，三井寺下站至滋賀站之間的路軌遺址變成了道路。在大津市南志賀四丁目附近的江若鐵道路段在江若鐵道廢除後，被成為湖西線的高架橋路段。

## 相鄰車站
江若鐵道
江若鐵道線
三井寺下－（臨）競輪場前－滋賀

## 注腳
1. 1 2 3 4 5 6  江若鉄道の思い出，第22頁.
2. 1 2 3  寺田 2010，第15頁.
3. 1 2  レイル，第79頁.
4. 1 2  今尾 2008，第32頁.
5. 1 2  レイル，第82頁.
6. ↑  寺田 2010，第10頁.
7. 1 2 3 4  江若鉄道の思い出，第23頁.
8. ↑  寺田 2010，第24頁.
9. ↑  吉田 1998，第186頁.

## 相關項目
- 日本鐵路車站列表 Ke